# Le stagioni dell'amore (programma televisivo)
Le stagioni dell'amore è  un programma televisivo italiano di genere reality, in onda su Rai 1 dal 9 novembre 2024 al 7 giugno 2025 con la conduzione di Mara Venier. Nella stagione 2025-2026 è stato sostituito da Bar centrale condotto da Elisa Isoardi.

## Il programma
Le stagioni dell'amore è  un originale dating show dedicato agli over 60, concepito per esplorare il tema dell’amore in età matura attraverso un format unico e romantico. Nato da un’idea innovativa sviluppata da Blu Yazmine, in collaborazione con la Direzione Intrattenimento Day Time Rai, è stato pensato anche per il mercato internazionale.
L'ambientazione suggestiva del programma era un treno, dove, in ogni puntata, un uomo o una donna single ha avuto l'opportunità di incontrare tre potenziali partner in un modo inedito e coinvolgente. La particolarità del format risiedeva nell’uso degli "avatar": giovani attori, uomini e donne, scelti per rappresentare i partecipanti nella loro versione giovanile. Gli avatar non solo incarnavano l'aspetto fisico dei protagonisti, ma agivano e parlavano per loro tramite un auricolare, permettendo ai partecipanti di interagire senza svelarsi immediatamente.
Ogni episodio culminava con un momento di grande emozione e suspense: dopo aver conosciuto i tre pretendenti attraverso gli avatar, il protagonista sceglieva uno di loro. Gli avatar prendevano posto nella carrozza degli incontri, e il protagonista faceva il suo ingresso per sedersi di fronte alla persona selezionata. Solo in quel momento avveniva il primo incontro faccia a faccia, dando ai due la possibilità di conoscersi nella realtà e di decidere se proseguire il loro percorso insieme.

## Edizioni
| Edizione | Anno | Conduzione  | Periodo         | Periodo       | Puntate | Regia            | Regia            |
| Edizione | Anno | Conduzione  | Inizio          | Fine          | Puntate | Regia            | Regia            |
| -------- | ---- | ----------- | --------------- | ------------- | ------- | ---------------- | ---------------- |
| 1ª       | 2024 | Mara Venier | 9 novembre 2024 | 7 giugno 2025 | 28      | Alberto Di Paola | Giuseppe Bianchi |

## Audience
| Edizione | Rete televisiva | Anno      | Stagione          | Orario      | Durata | Programmazione | Programmazione | Programmazione | Programmazione | Programmazione | Programmazione | Programmazione | Collocazione | Media auditel  | Media auditel |
| Edizione | Rete televisiva | Anno      | Stagione          | Orario      | Durata | L              | M              | M              | G              | V              | S              | D              | Collocazione | Telespettatori | Share         |
| -------- | --------------- | --------- | ----------------- | ----------- | ------ | -------------- | -------------- | -------------- | -------------- | -------------- | -------------- | -------------- | ------------ | -------------- | ------------- |
| 1ª       | Rai 1           | 2024-2025 | autunno-primavera | 14:00-15:00 | 60 min |                |                |                |                |                |                |                | Day-time     | 1 373 785      | 10,63%        |